# Блуменфельд Фелікс Михайлович
Фе́лікс Миха́йлович Блюменфе́льд (Блуменфельд, 7 (19) квітня 1863 — 21 січня 1931) — композитор, педагог, диригент, брат Станіслава Блюменфельда.

## Біографія
Фелікс Михайлович Блюменфельд народився в селі Ковалівка (Херсонська губернія; нині мікрорайон Кропивницького) 7 (19) квітня 1863 у родині вчителя музики й французької мови Михайла Францевича Блуменфельда. До 12 років займався в Г. В. Нейгауза (батько Г. Г. Нейгауза), що доводився Блюменфельду чоловіком його старшої сестри Марцеліни («Ольги Михайлівни»). В 1881—1885 роках навчався в Петербурзькій консерваторії у Ф. Ф. Штейна (фортепіано) і М. А. Римського-Корсакова (композиція). З 17 років був постійним учасником зборів об'єднання композиторів «Могутня купка», потім увійшов до складу Бєляєвського гуртка (група композиторів на чолі з Римським-Корсаковим, що збиралася на музичних вечорах у будинку мецената М. П. Бєляєва).
Як піаніст Блюменфельд формувався під впливом мистецтва А. Г. Рубінштейна й М. О. Балакірєва. Дебютувавши в 1887 році, активно концертував у містах Росії, був першим виконавцем ряду творів О. К. Глазунова, А. К. Лядова, М. О. Балакірєва, П. І. Чайковського, виступав в ансамблі з Л. С. Ауером, О. В. Вержбиловичем, П. Сарасате, Ф. І. Шаляпіним. В 1895—1911 роках працював у Маріїнському театрі, був концертмейстером, а з 1898 року — диригентом, керував прем'єрами опер «Сервілія» й «Сказання про невидимий град Кітеж» Римського-Корсакова. Виступав в «Російських симфонічних концертах» у Петербурзі (в 1906 році з першим виконанням у Росії Третьої симфонії О. М. Скрябіна). Європейську популярність принесло Блюменфельду участь в «Історичних російських концертах» (1907) і «Росіян сезонах» (1908) С. П. Дягілєва в Парижі.
У 1884 році чоловік одружується з дочкою відомого купця Анастасьєва Марії. В 1885—1905 й 1911—1918 роках Блюменфельд викладав у Петербурзькій консерваторії (з 1897 у посаді професора). У 1918—1920 роках очолював Державний музично-драматичний інститут імені М. В. Лисенка в Києві. У 1920–1922 роках — ректор Київської консерваторії. З 1922 року вів класи фортепіано й камерного ансамблю в Московській консерваторії.
Учнями Блюменфельда були піаністи С. Б. Барер, В. С. Горовиць, М. І. Грінберг, диригент О. В. Гаук, композитор Дмитро Тьомкін.
В 1927 йому присвоєно звання «Заслужений діяч мистецтв РРФСР».
Помер Блюменфельд у Москві 21 січня 1931 року. Похований на Новому донському цвинтарі.

## Твори
У спадщині Блюменфельда-композитора — симфонія Пам'яті дорогих покійних, Концертне алегро для фортепіано з оркестром, сюїта Весна для голосу з оркестром, квартет (Беляевская премія, 1898); особливе місце займають фортепіанні твори (усього близько 100, у тому числі етюди, прелюдії, балада) і романси (близько 50), створені в руслі романтичних традицій.